# Hemeroplanis apicegutta
Hemeroplanis apicegutta är en fjärilsart som beskrevs av Herrich-Schäffer 1869. Hemeroplanis apicegutta ingår i släktet Hemeroplanis och familjen nattflyn. Inga underarter finns listade i Catalogue of Life.